# Alfonso Sánchez Peña
Alfonso Sánchez Peña CMF (* 6. März 1913 in Bogotá; † 11. Juli 1997) war ein römisch-katholischer Ordensgeistlicher und Prälat von Alto Sinú.

## Leben
Alfonso Sánchez Peña trat der Ordensgemeinschaft der Claretiner bei und empfing am 5. Dezember 1937 die Priesterweihe. Paul VI. ernannte ihn am 28. Juli 1969 zum Prälaten von Alto Sinú und Titularbischof von Castro di Sardegna.
Der Apostolische Nuntius in Kolumbien, Angelo Palmas, spendete ihm am 5. Oktober desselben Jahres die Bischofsweihe; Mitkonsekratoren waren Pedro Grau y Arola CMF, Apostolischer Vikar von Quibdó, und Jesús Serrano Pastor CMF, Apostolischer Vikar von Darién. 
Papst Johannes Paul II. nahm am 16. Februar 1989 seinen altersbedingten Rücktritt an.